# Concordio de Palencia
Para otros personajes de nombre similar, véase Concordio.
Concordio fue un eclesiástico visigodo, obispo de Palencia en el siglo VII. 
Las únicas noticias históricas conocidas acerca de él son su participación en los concilios de Toledo de su tiempo: asistió al XI celebrado el año 675 durante el reinado de Wamba; 
al XII, XIII y XIV de 681, 683 y 684 en tiempos del rey Ervigio, estando en este último representado por un diácono llamado Gravidio; 
y al XV del año 688, primero del reinado de Égica.

| Predecesor: Ascario | Obispo de Palencia c. 670 – 688 | Sucesor: Baroaldo |